# Borromeo

Wapen van de familie Borromeo

De familie Borromeo is een van de rijkste en bekendste families uit het verleden van Italië. Zij onderhield nauwe betrekkingen met de familie De' Medici.
De Borromeo's (er bestaan meerdere spellingen en de naam was bepaald niet uniek) waren vanaf het midden van de vijftiende eeuw graven van Arona. Zij speelden een belangrijke rol in zowel het hertogdom Milaan als de katholieke kerk en (contra)reformatie.
Misschien het bekendste lid van de familie is kardinaal en aartsbisschop van Milaan Carlo Borromeo (1538-1584), die door paus Paulus V in 1610 heilig werd verklaard. Hij is in de Nederlanden bekend onder zijn Latijnse naam Carolus Borromeus. In Arona werd een standbeeld voor hem opgericht door Federico Borromeo (1564-1631), eveneens kardinaal en aartsbisschop en tevens de oprichter van de Biblioteca Ambrosiana.

## Vernoemingen
De zogeheten Borromeïsche ringen, die hun naam ontlenen aan het wapen van de familie, zijn bekend in de topologie, psychoanalyse en theologie.
De familie heeft de Borromeïsche Eilanden in eigendom. Dit zijn eilanden in het Lago Maggiore die naar het geslacht zijn vernoemd.